# Aeroportul Bardufoss
Aeroportul Bardufoss (în bokmål: Bardufoss lufthavn; în nynorsk: Bardufoss lufthavn; în sami Beardogorži) (IATA: BDU, ICAO: ENDU) este un aeroport din Comuna Målselv, Troms, Norvegia ce deservește zona Comuna Målselv. Aeroportul a fost tranzitat în 2022 de 179.853 de pasageri. A fost deschis în 1938 și numit după Bardufoss⁠(d).
Situat la o altitudine de 77 m, aeroportul dispune de 1 pistă. Este operat de Avinor⁠(d).

## Infrastructură

### Piste
Aeroportul dispune de o singură pistă. Pista 10/28 are suprafața de asfalt și dimensiunile 2.995 m × 45 m. 